# Джеремі Дір
Джеремі Дір (англ. Jeremy Dier; нар. 30 травня 1960) — колишній британський тенісист.
Найвищу одиночну позицію світового рейтингу — 344 місце досяг 4 січня 1982, парну — 220 місце — 25 червня 1984 року.
Найвищим досягненням на турнірах Великого шолома було 2 коло в парному та змішаному парному розрядах.

## Фінали ATP Челленджер

### Парний розряд: 1 (0–1)
| Ранг    | Результат | Дата     | Турнір              | Покриття | Партнер      | Суперники                   | Рахунок       |
| ------- | --------- | -------- | ------------------- | -------- | ------------ | --------------------------- | ------------- |
| Поразка | 1.        | Лис 1981 | Бенін-Сіті, Нігерія | Тверде   | Харун Ісмаїл | Ендрю Джарретт Річард Льюїс | 3–6, 4–6, 5–7 |